# Бушма Володимир Хомич
Володимир Хомич Бушма (біл. Уладзімер Бушма, нар. 24 листопада 1983, Мінськ, Білорусь) — білоруський гравець у ногом'яч, воротар футбольної команди «Шахтар» з міста Солігорськ.

## Життєпис
Ногом'ячем цікавився з дитячого віку, однак у професійне захоплення це переросло у 16 років, коли він приєднався до столичної команди «ФК СКАФ». Свій перший виступ як професіонал провів саме за цю команду. У 2001 році перейшов до складу «Торпедо», в якому грав майже десять років. З 2004 року грав за основну команду, де швидко став основним воротарем. Виступаючи за жодінський клуб, Володимир записав собі на рахунок кілька тривалих серій без пропущених м'ячів. Сезон 2008 року пропустив через травму.
У 2011-2012 роках був гравцем футбольного клубу «ФК Гомель». У сезоні 2012 року отримав травму пальця. Аби надолужити згаяний час, який гравець витратив під час відновлення після травми Володимир розпочав боротьбу за повернення місця головного воротаря команди. Цю боротьбу він вів з сербським воротарем Срджаном Астоничем, і яку програв останній.
У грудні 2012 року уклав угоду з «ФК Мінськ». У лютому 2015 перейшов в солігорський «Шахтар»

## Досягнення
- Володар Кубка Білорусі з футболу (2):

Гомель: 2010-11
Мінськ: 2012-13
- Володар Суперкубка Білорусі з футболу (1):

Гомель: 2012